# 格洛斯特 (喬治亞州)
格洛斯特（英語：Gloster）是位於美國喬治亞州格威內特縣的一個非建制地區。該地的面積和人口皆未知。

## 地理
格洛斯特的座標為33°54′35″N 84°03′55″W / 33.90972°N 84.06528°W，而該地的平均海拔高度為271米（即889英尺）。